# 浆洗街街道
浆洗街街道是中华人民共和国四川省成都市武侯区下辖的一个乡镇级行政单位。
浆洗街街道成立于1953年，辖区位于成都市区西南、是成都市武侯区委、区政府所在地，位于武侯区中心地带，坐拥城南黄金地段。辖区总面积5.45平方公里，浆洗街街道辖9个社区，户籍人口109413人，常住人口186199人。闻名中外的武侯祠和极具蜀汉文化特点的锦里长街坐落其间，是著名的旅游胜地、多民族集居地。

## 历史
2019年12月，武侯区调整部分街道行政区划。撤销双楠街道，将原双楠街道所属行政区域划归浆洗街街道管辖，浆洗街街道办事处驻洗面桥巷25号。
辖区内有丰富的历史文化资源，如武侯祠博物馆、锦里长街、衣冠庙、万里桥等，其中最负盛名的是国家重点文物保护单位武侯祠。武侯祠由惠陵、汉昭烈庙、武侯祠、三义庙等部分组成，占地83.12亩（55441.04平方米），是全国唯一的君臣合祀祠堂与陵园合一的名胜古迹。祠内的珍贵文物还有唐碑。唐碑耸立在大门至二门之间，高367厘米，宽95厘米，宪宗元和年（809年）刻立，裴度撰文，柳公绰书丹。此碑因文章、书法妙绝和所称颂的诸葛亮的功德绝世，在明代即被誉为：“三绝碑”。与武侯祠一墙之隔的是南郊公园。公园内有抗日将领刘湘墓园和相关的亭、堂，是市级文物保护单位。1992年建成于武侯祠大街高9.1米的汉阙，1994年制成重1851公斤、高3米的铜铸大鼎，再现“三国蜀汉城”的物质文明和精神风彩。
浆洗街辖区是成都市少数民族聚居最多的地区，辖区内住有藏、回、蒙、彝、苗、满等少数民族。辖区内有以经营藏传佛教用品为主的民族用品一条街，街内有以藏族同胞为主的经营户180多家。还有西藏自治区驻成都办事处、甘孜州驻蓉办事处、西藏自治区人民政府驻成都办事处医院等少数民族的驻区单位。每逢火把节、泼水节、彝族年、藏历年等西南民族大学及相关单位都要举行庆典活动。
辖区内有独特的教育优势，有培养出数万少数民族干部的西南民族大学，有成都体育学院、成都市龙江路小学分校等大、中、小学校9所。辖区有中国人民武装警察部队四川省总队成都医院、通用医疗三六三医院、成都体育学院附属体育医院等9所医院和16个诊所以及社区医疗点，形成力覆盖全辖区的医疗网络。辖区交通便捷，商业网点众多，是居家安置业的好地方。辖区经济发达、文化繁荣，有省交通运输厅、省农业农村厅、611所、省市机关和科研院所等120余家。
近年来，浆洗街街道紧紧围绕经济建设这个中心，立足街情，逐步闯出发展街道经济的成功之路，主要经济指标快速增长，企业不断增多，规模不断扩大，浆洗街逐步形成以房地产业、经贸和第三产业为主，以旅游休闲和餐饮娱乐为特色的街道经济体系。

## 行政区划
浆洗街街道下辖以下地区：
双楠社区、七道堰社区、广福桥社区、楠欣社区、百花社区、少陵社区、蜀汉街社区、洗面桥社区、锦里社区。